# Yamel Mendivi
Yamel Mendivil  es una actriz, nació en México y ganó Mejor revelación femenina en la telenovela Tormenta de verano. El pollo es mi gallo

## Biografía
Yamel Mendivil nació en México año 12 de febrero de 1985, trabajaba en DIF y ahora las telenovelas de Otoño, Invierno, La primavera, Tormenta de verano y Chocolate de amores.

## Carrera
Inició la presentación la telenovela se llama Otoño como Yolanda.
En 2010 de Invierno la actuación estelar como su personaje Irlanda.
La telenovela de 2010 La primavera intrepeta Justina García como la participación especial.
Y también en 2010 la telenovela de 2010 Tormenta de verano con su personaje Fernanda Oslo como coprotagonista y se ganó Mejor revelación femenina.
En 2011 de Chocolate de amores interpretará Dayana como actuación estelar. Y también la telenovela Enamorada su personaje "Vianey Anaya".
En 2012 de la telenovela Tu mirada interpreta "Déborah de la Cruz "La Deboradora" como Antagónica.
En año 2012 participó reparto la telenovela El Pollo es mi gallo como interpretará "Griselda Acosta"

## Telenovela
- El pollo es mi gallo (2012) ... Griselda Acosta
- Tu mirada (2012 ... Deborah de la Cruz "La Deboradora" (Villana)
- Enamorada (2011) ...Vianey Anaya
- Chocolate de amores (2011) ... Dayana Hurtado
- Tormenta de verano (2010) ... Fernanda Oslo - (Co-protagonista)
- La primavera (2010) ... Justina García - (La participación especial)
- Invierno (2009 - 2010) ... Irlanda Gil
- Otoño (2009) ... Yolanda - (la presentación estelar)

## Premios y Nominados

### Premios TVyNovelas
| Año         | Categoría                 | Programa/Telenovela | Resultado |
| ----------- | ------------------------- | ------------------- | --------- |
| 2011 (2012) | Mejor actriz coestelar    | Chocolate de amor   | Nominada  |
| 2010 (2011) | Mejor revelación femenina | Tormenta de verano  | Ganadora  |

- Datos: Q6169727